# Роберто Беттаріні
Роберто Беттаріні (італ. Roberto Bettarini; 5 травня 1947, Таранто) — італійський дипломат.

## Біографія
З 1975 року перебував на різних дипломатичних посадах у Міністерстві закордонних справ Італії, працював у посольствах Італії в Кіншасі, Парижі, Багдаді та Каракасі. З 2005 року — дипломатичний радник міністра охорони здоров'я Італії. З 2006 року — надзвичайний і повноважний посол Італії в Люксембурзі, в 2010/12 роках — в Бельгії. Зробив вагомий внесок у вирішення питання про будівництво російського православного храму Святої Катерини в Римі.

## Сім'я
Одружився з Карлою Вірдижією Каччіаторе. В пари народилась дочка Ребекка Вірджинія (1982), яка 1 жовтня 2021 року вийшла заміж за великого князя Георгія Михайловича Романова.

## Нагороди
- Орден Святої Анни 1-го ступеня — нагороджений великою княгинею Марією Володимирівною Романовою «за сприяння Російській православній церкві та праці з розвитку російсько-італійських зв'язків». Разом з орденом отримав історичне спадкове дворянство Російської імперії.